# 顺治钞贯
顺治钞贯，是清朝顺治八年（1651年）至顺治十八年（1661年）间由清朝官方发行的纸币。顺治钞贯上承大明宝钞旧制，以制钱计值，面额自十文至一贯不等。

## 历史
顺治八年（1651年）至顺治十八年（1661年），清政府为稳定政局，镇压异己势力，军政开支剧增，为缓解财政困难，仿照大明宝钞发行钞贯纸币，面额自十文至一贯不等。鉴于明朝末年严重的通货膨胀，清政府并未大量发行顺治钞贯，年发行量仅约13万贯，10年间共发行128万余贯，流通时间也短，此后直至咸丰朝以前的近两百余均未发行纸币。
由于未有实物发现，文献记载也语焉不详，顺治钞贯具体的形制内容均无定论，《清史稿·食货志》仅言“仿明旧制”。